# Saint-Léonard (Canada)
Saint-Léonard is een plaats (town) in de Canadese provincie New Brunswick en telt 1352 inwoners (2006). De oppervlakte bedraagt 5,2 km².